# Skajatjärnarna
Skajatjärnarna är varandra näraliggande sjöar i Sorsele kommun i Lappland och ingår i Umeälvens huvudavrinningsområde.
- Skajatjärnarna (Sorsele socken, Lappland, 726058-158061), sjö i Sorsele kommun, 65°26′14″N 17°32′32″Ö / 65.4373°N 17.5422°Ö
- Skajatjärnarna (Sorsele socken, Lappland, 726067-158023), sjö i Sorsele kommun, 65°26′18″N 17°32′03″Ö / 65.4382°N 17.5341°Ö